# Provincie Kai

Mapa japonských provincií se zvýrazněnou provincií Kai

Provincie Kai (japonsky: 甲斐国; Kai no kuni) nebo Kóšú (甲州) byla stará japonská provincie na jejímž území se dnes rozkládá prefektura Jamanaši. Kai sousedila s provinciemi Musaši, Suruga, Sagami a Šinano.
Kai byla vnitrozemská provincie ležící na západ od Tokia. Na jejím území se nacházela hora Fudži.
Během období Sengoku ovládal provincii Šingen Takeda ze svého sídla v Kófu.